# Gimme Hope Jo'anna
Pour les articles homonymes, voir Gimme.
Singles de Eddy Grant
Boys in The Street
(1984) Harmless Piece of Fun
(1988)
Gimme Hope Jo'anna est une chanson écrite, composée et interprétée par le chanteur de reggae britannique Eddy Grant, sortie en single en janvier 1988, extraite de l'album File Under Rock.
C'est une chanson qui dénonce la politique de l'apartheid alors appliquée en Afrique du Sud. Le diminutif Jo'anna est utilisé ici pour la ville de Johannesburg, dont l'un des townships, Soweto, est devenu le symbole de la résistance noire à l'apartheid. À travers Johannesburg, le chanteur désigne le gouvernement en place et s'adresse à lui.
Les paroles évoquent un changement politique à venir. Bien que bannie par le gouvernement sud-africain, la chanson fut largement diffusée dans le pays et devint populaire.
Elle connaît également un important succès à travers le monde, se classant dans les dix premiers dans plusieurs pays.

## Paroles
| Original (anglais) | Traduction (français) |
| --- | --- |
| Well Jo'Anna she runs a country She runs in Durban and the Transvaal She makes a few of her people happy, oh She don't care about the rest at all She's got a system they call Apartheid It keeps a brother in a subjection But maybe pressure will make Jo'Anna see How everybody could live as one Gimme hope, Jo'Anna Hope, Jo'Anna Gimme hope, Jo'Anna 'Fore the morning come Gimme hope, Jo'Anna Hope, Jo'Anna Hope before the morning come I hear she makes all the golden money To buy new weapons, any shape of guns While every mother in black Soweto fears The killing of another son Sneakin' across all the neighbours' borders Now and again having little fun She doesn't care if the fun and games she play Is dangerous to everyone Oh, gimme hope, Jo'Anna Gimme hope, Jo'Anna 'Fore the morning come Gimme hope, Jo'Anna Hope before the morning come She's got supporters in high up places Who turn their heads to the city sun Jo'Anna give them the fancy money, oh To tempt anyone who'd come She even knows how to swing opinion In every magazine and the journals For every bad move that this Jo'Anna make They got a good explanation Oh, gimme hope, Jo'Anna Gimme hope, Jo'Anna 'Fore the morning come Gimme hope, Jo'Anna Hope before the morning come Even the preacher who works for Jesus The Archbishop who's a peaceful man Together say that the freedom fighters will Overcome the very strong I wanna know if you're blind Jo'Anna If you wanna hear the sound of drum Can't you see that the tide is turning, oh Don't make me wait till the morning come Oh, gimme hope, Jo'Anna Gimme hope, Jo'Anna 'Fore the morning come Gimme hope, Jo'Anna Hope before the morning come | Jo'Anne dirige un pays Elle dirige à Durban et dans le Transvaal Elle rend une poignée de son peuple heureux, oh Elle se fiche totalement des autres Elle a un système qu'elle nomme Apartheid Qui conserve les frères dans la soumission Mais peut-être que la pression permettra à Jo-Anne de voir Comment tout le monde pourrait vivre uni Donne-moi de l'espoir, Jo'Anne De l'espoir, Jo'Anne Donne-moi de l'espoir, Jo'Anne Avant l'aube Donne-moi de l'espoir, Jo'Anne De l'espoir, Jo'Anne De l'espoir avant l'aube J'entends qu'elle fait tout l'argent de l'or Pour acheter des nouvelles armes, tout type de fusils Tandis que toutes les mères du Soweto noir craignent Qu'un autre de leur fils ne soit tué Cherchant à travers toutes les frontières voisines S'amusant de temps en temps Elle se fiche pas mal si le petit jeu qu'elle joue Est dangereux pour tout le monde Donne-moi de l'espoir, Jo'Anne De l'espoir, Jo'Anne Donne-moi de l'espoir, Jo'Anne Avant l'aube Donne-moi de l'espoir, Jo'Anne De l'espoir, Jo'Anne De l'espoir avant l'aube Elle a des supporters très haut placés Qui tournent leur tête vers le soleil de la ville Jo'Anne leur donne le bel argent, oh Pour tenter tous ceux qui vendraient Elle sait même comment faire changer d'avis Dans tous les magazines et les journaux Pour chaque faux pas que Jo'Anne fait Ils ont toujours une bonne explication Donne-moi de l'espoir, Jo'Anne De l'espoir, Jo'Anne Donne-moi de l'espoir, Jo'Anne Avant l'aube Donne-moi de l'espoir, Jo'Anne De l'espoir, Jo'Anne De l'espoir avant l'aube Même le prêcheur qui travaille pour Jésus L'archevêque qui est un homme de paix Ensemble ils disent que les défenseurs de la liberté Supplanteront les forts Je veux savoir si tu es aveugle, Jo'Anne Si tu veux entendre le bruit des tambours Ne vois-tu pas que la marée change, oh Ne me fais pas attendre l'aube Donne-moi de l'espoir, Jo'Anne De l'espoir, Jo'Anne Donne-moi de l'espoir, Jo'Anne Avant l'aube Donne-moi de l'espoir, Jo'Anne De l'espoir, Jo'Anne De l'espoir avant l'aube |

## Liste des titres
- 45 tours
  1. Gimme Hope Jo'anna — 3:47
  2. Say Hello to Fidel — 4:41
- Maxi 45 tours
  1. Gimme Hope Jo'anna - 4:52
  2. Say Hello to Fidel - 4:41
  3. Living on the Frontline (live version) - 5:36

## Classements hebdomadaires et certifications
| Classement (1988)                      | Meilleure position |
| -------------------------------------- | ------------------ |
| Allemagne (GfK Entertainment)          | 4                  |
| Australie (ARIA)                       | 79                 |
| Autriche (Ö3 Austria Top 40)           | 2                  |
| Belgique (Flandre Ultratop 50 Singles) | 1                  |
| France (SNEP)                          | 8                  |
| Italie (FIMI)                          | 3                  |
| Nouvelle-Zélande (RMNZ)                | 3                  |
| Pays-Bas (Nederlandse Top 40)          | 1                  |
| Pays-Bas (Single Top 100)              | 1                  |
| Royaume-Uni (UK Singles Chart)         | 7                  |
| Suède (Sverigetopplistan)              | 8                  |
| Suisse (Schweizer Hitparade)           | 2                  |

| Pays   | Certfication |
| ------ | ------------ |
| France | Argent       |

## Reprises et adaptations
Gimme Hope Jo'anna a été reprise par des artistes tels que James Last, Lou Bega ou Collectif métissé. En 1994, l'ancien footballeur néerlandais René van der Gijp enregistre une parodie intitulée Geef me hoop Jomanda qui se classe 21e aux Pays-Bas. En 1995, Sam Gooris l'interprète en néerlandais sous le titre Laat het gras maar groeien et se classe 4e en Belgique dans l'Ultratop 50 Singles flamand. À l'occasion de la coupe du monde de football 2010, le groupe allemand Basta reprend la chanson sous le titre Gimme Hope Joachim, en référence à Joachim Löw, le sélectioneur de l'équipe d'Allemagne. Le titre se classe 18e en Allemagne. 